# Thongvan Fanmuong
Thongvan Fanmuong est un général cambodgien.
Général républicain, il est l'un des défenseurs de Phnom Penh lors de la guerre contre les Khmers rouges (1970 - 1975).
Bras droit du général Sosthène Fernandez, il a lutté jusqu'au bout contre les Khmers rouges. De ce fait, il a été l'un des derniers généraux à rester en poste lors de l'invasion des Khmers rouges.